# Wapen van Jouswier

Wapen van Jouswier

Het wapen van Jouswier is het dorpswapen van het Nederlandse dorp Jouswier, in de Friese gemeente Noardeast-Fryslân. Het wapen werd in 1988 geregistreerd.

## Beschrijving
De blazoenering van het wapen luidt als volgt:
Doorsneden : I in zilver een liggende sleutel van keel, de baard naar rechts en naar boven gewend; II in sinopel een zwijnskop van goud.
De heraldische kleuren zijn: zilver (zilver), keel (rood), sinopel (groen) en goud (goud).

## Symboliek
- Schildhoofd: de sleutel is een symbool voor Petrus, patroonheilige van de Petruskerk van Jouswier. De kleurstelling is ontleend aan zowel het wapen van het bisdom Utrecht als aan het wapen van Oostergo.[3]
- Varkenshoofd: afkomstig van het wapen van de familie Bergsma.[3] Deze familie kocht stelselmatig stemhebbende boerderijen om zo aanzienlijke posities te verwerven.[4] Deze familie had zelfs alle stemhebbende boerderijen van Jouswier in handen.[5]
- Groen veld: verwijst naar de met gras begroeide terp.[3]

Het wapen van Oostergo.
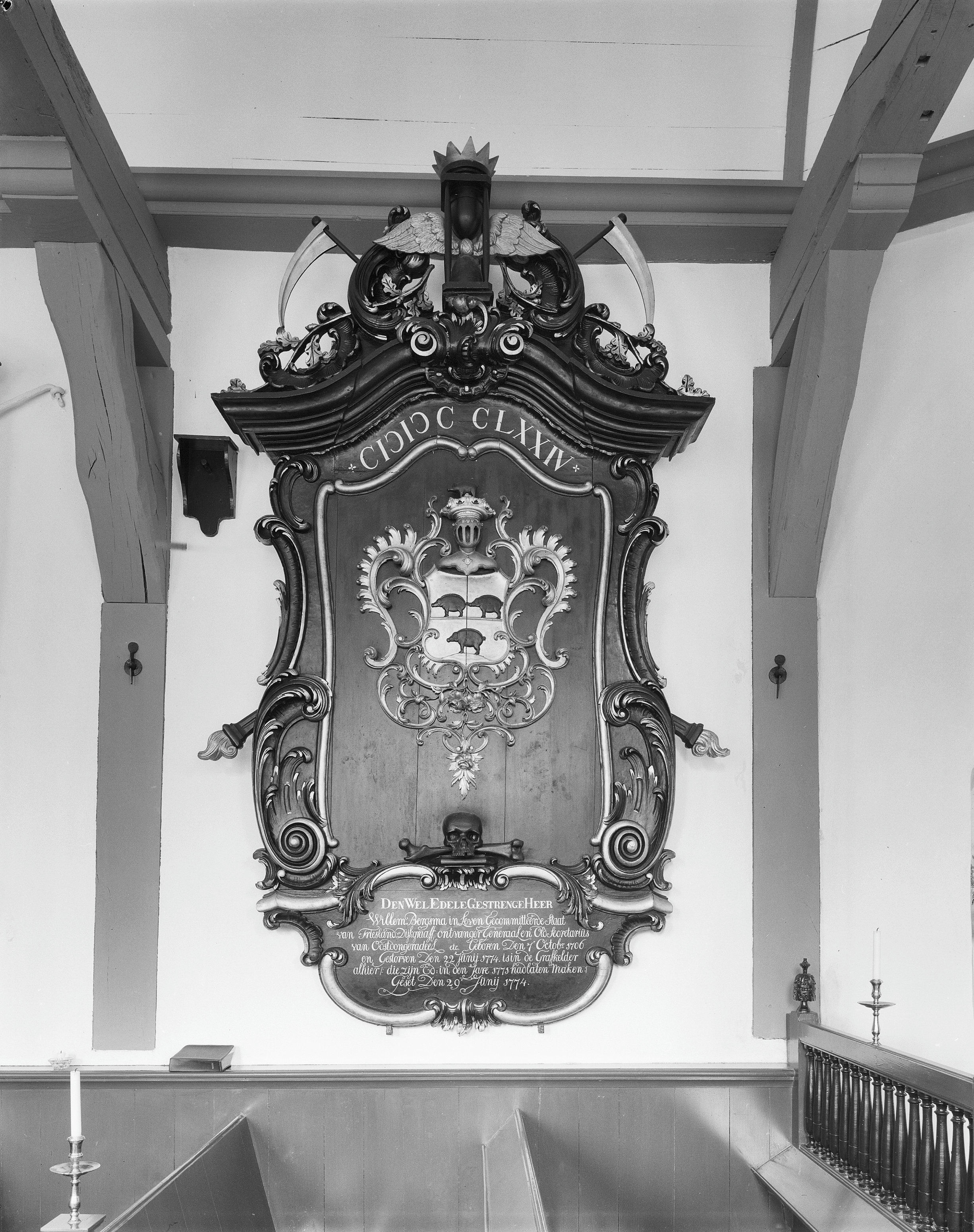
Het rouwbord voor Willem Bergsma (1706-1774) in de kerk van Jouswier.

## Zie ook

Vlag van Jouswier